# Decano (astronomia egípcia)

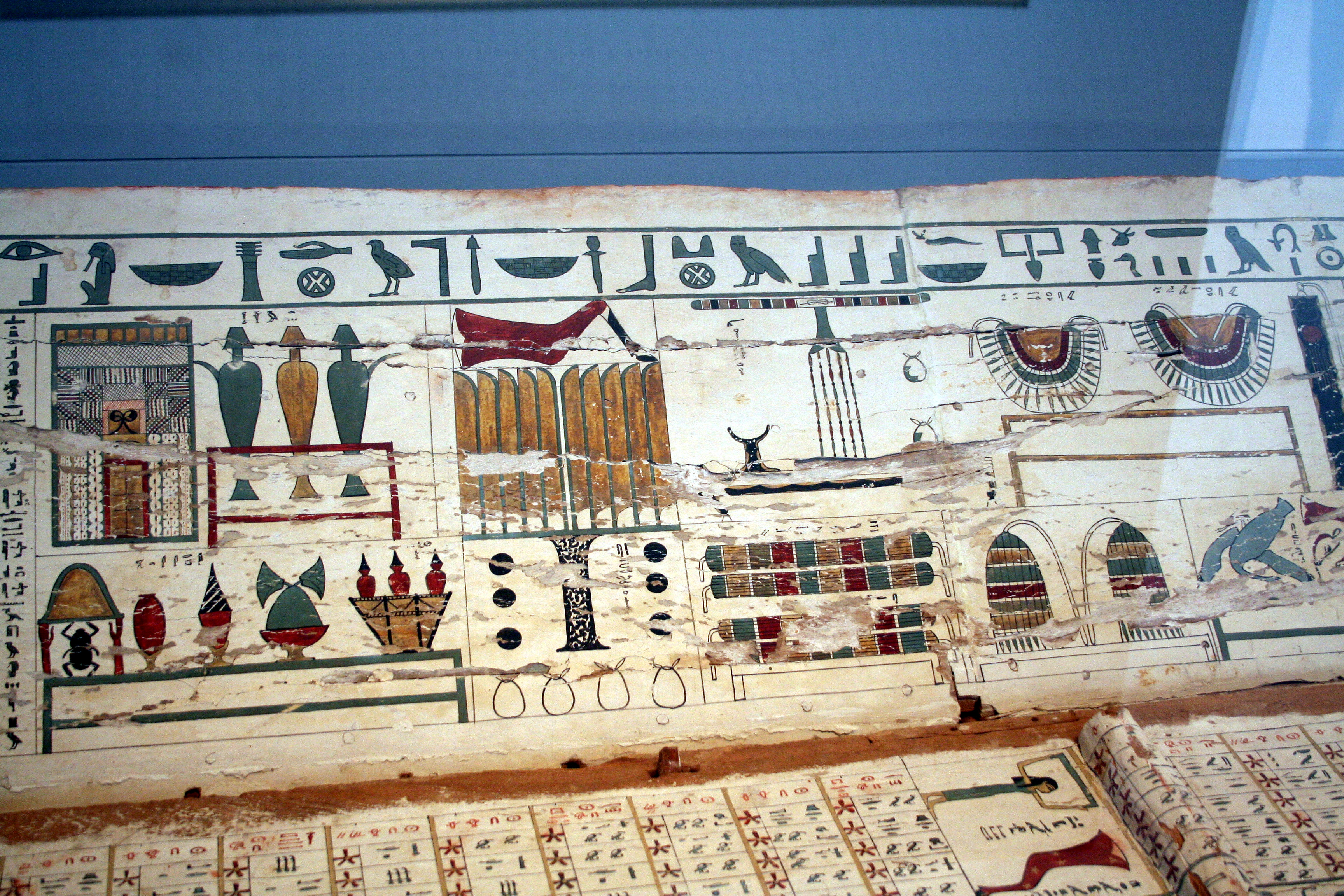
'Diagonal star table' from the late 11th Dynasty coffin lid; found at Asyut, Egypt. Roemer- und Pelizaeus-Museum Hildesheim

Os decanos (ou Baktiu) são 36 grupos de estrelas (pequenas constelações) na astronomia do Antigo Egito. Eles vão surgindo sucessivamente no horizonte a cada rotação da Terra. Seu surgimento marcava o começo de cada hora decana (em grego hōra) e foi usado como relógio estelar desde a nona ou décima dinastia (até 2100 a.C.).
Já que o nascer helíaco de cada decano ocorre de dez em dez dias (ou seja, a cada dez dias um novo grupo de estrelas decanas se torna visível ao amanhecer no céu oriental, pouco antes de nascer o sol, depois de um período que passaram ofuscados por sua luz), os gregos antigos os chamaram de dekanoi (δεκανοί; plural de δεκανός dekanos) ou décimos. Quando o conceito de decano chegou ao norte da Índia foi chamado de drekkana em sânscrito.
Os decanos continuaram sendo utilizados na astrologia e na magia durante todo o Renascimento, mas os astrólogos modernos, em geral, os desconhecem.

## Origem no Antigo Egito

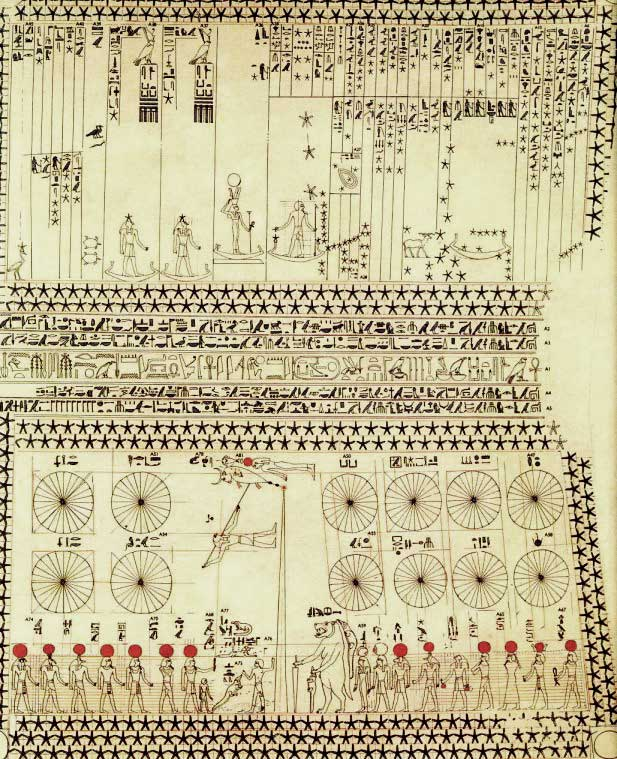
Astronomical ceiling of Senemut Tomb showing various decans, as well as the personified representations of stars and constellations

Os decanos surgiram durante a décima dinastia do Egito (2100 a.C.) e estão registrados nos Textos dos Sarcófagos. Sirius seria a estrela inicial nessa sequência de constelações e cada decano corresponderia a um conjunto de estrelas e divindades. A posição dos decanos era tida como medida de tempo e marcava as “horas” e os grupos de 10 dias, que constituíam um ano egípcio. O tema dos decanos é descrito no Livro de Nut.
São 36 decanos (36 x 10 = 360 dias), acrescidos de 5 dias para completar os 365 de um ano solar. Os decanos medem o tempo sideral, mas o ano solar tem 6 horas a mais; no calendário egípcio, o ciclo sotíaco e os anos solares se realinham a cada 1460 anos. O ciclo sotíaco é descrito nas representações dos decanos em dinastias posteriores (como a de Seti I).

De acordo com Sarah Symons,
Ainda que se saiba os nomes dos decanos e que em alguns casos eles possam ser traduzidos (“Hry-ib wiA” significa “no centro do barco”), não se sabe a localização das estrelas decanas e sua relação com os nomes modernos das estrelas e das constelações. Isto se deve a muitos fatores, mas os problemas centrais são a imprecisão relacionada aos métodos de observação utilizados para elaborar e compor as tábuas diagonais de estrelas e os critérios utilizados para delimitar os decanos (brilho, localização, relação com outras estrelas, etc.).

## Elaborações posteriores
A previsibilidade do renascimento helíaco dos decanos foi utilizada pelos egípcios para marcar as divisões de seu calendário solar anual, sendo que o nascer helíaco de Sirius coincidia com a cheia anual do Rio Nilo.
Este sistema levou a uma divisão do tempo em 12 horas diurnas e 12 horas noturnas, cuja duração variava de acordo com a estação. Posteriormente foi utilizado um sistema de 24 horas “equinociais”.
Depois da introdução da astrologia helênica no Egito, surgiram vários sistemas que atribuíam importância astrológica aos decanos, sendo estes associados, por exemplo, a várias doenças e determinando uma época propícia para a confecção de talismãs de cura; e também aos decanatos, um sistema onde se atribui três decanos para cada signo zodiacal, onde cada decanato, abrangendo 10º do zodíaco, caracteriza-se por uma força planetária.

## Descrições dos decanos
O nome dos decanos aparece em muitos registros greco-egípcios, em muitos escritos herméticos, no testamento de Salomão e nos escritos de Aristóbulo, Julio Fírmico Materno, Cosme de Jerusalém, Joseph Justus Scaliger e Athanasius Kircher.
As imagens dos decanos nos escritos herméticos são descritas pelo astrólogo indiano Varaja Mijira, pelo livro de Picatrix e por alguns escritos japoneses. As descrições de Varāhamihira foram influenciadas pelas representações greco-egípcias, e talvez pelas herméticas, através de Yavanajataka. O papel dos decanos na astrologia japonesa pode ter derivado de uma forma anterior chinesa ou indiana, sendo possivelmente o resultado da distribuição dos doze animais do zodíaco chinês e das constelações de estrelas num sistema de vinte e quatro horas. Eram os mais usuais entre o período Kamakura e o período Edo. Considerando a precessão dos equinócios, a posição original dos decanos na antiguidade foi aos 0º de Câncer, coincidindo com o nascer helíaco de de Sirius (a estrela Sepdet para os egípcios; Sothis para os greco-egípcios). Como no calendário judaico e islâmico, o Ano Novo egípcio e, agora, o primeiro decano cai nos 0º de Leão, em 20 de julho no calendário juliano, o que seria entre os dias 22 e 23 de julho do calendário gregoriano.
| Zodíaco Ocidental | Decano | Posição Original dos Decanos na Antiguidade considerando a Precessão dos Equinócios | Transliteração da Antiga Língua Egípcia [Variante Ptolemaica] | Greco-Egípcia | Testamento de Salomão       | Nomes de Aristóbulo | Hermetismo grego | Hermetismo latino | Firmicus                   | Cosmas            | Scalinger   | Kircher      |
| ----------------- | ------ | ----------------------------------------------------------------------------------- | ------------------------------------------------------------- | ------------- | --------------------------- | ------------------- | ---------------- | ----------------- | -------------------------- | ----------------- | ----------- | ------------ |
| Áries             | 1      | 28                                                                                  |                                                               | Χont-har      | Rhyax ou Ruax               | Bendonc             | Chenlachori      | Aulathamas        | Senator ou Asiccan         | Aidoneus          | Asiccan     | Arueris      |
| Áries             | 2      | 29                                                                                  | Sasaqed [Siket]                                               | Si-ket        | Barsafael                   | Mensour             | Chontaret        | Sabaoth           | Senacher ou Asenter        | Perséfone         | Senacher    | Anúbis       |
| Áries             | 3      | 30                                                                                  |                                                               | Xont-χre      | Artosael ou Arôtosael       | Carexon             | Siket            | Disornafais       | Sentacher ou Asentacer     | Eros              | Acentacer   | Hórus        |
| Touro             | 4      | 31                                                                                  | Khau [Erō, Aro'ou]                                            | Xau           | Horopel                     | Gisan               | Soou             | Jaus              | Suo ou Asicat              | Cárites           | Asicath     | Serapis      |
| Touro             | 5      | 32                                                                                  | Ārt [Khōo'ou]                                                 | Arat          | Kairoxanondalon ou Iudal    | Tourtour            | Aron             | Sarnotois         | Aryo ou Ason               | die Horen         | Viroaso     | Helitomenos  |
| Touro             | 6      | 33                                                                                  | Remen-Ḥeru-An-Saḥ [Remena'are]                                | Remen-hare    | Sphendonael                 | Ballat              | Rhomenos         | Erchmubris        | Romanae ou Arfa            | Litai             | Aharph      | Apófis       |
| Gêmeos            | 7      | 34                                                                                  | Mesdjer-Saḥ [Thosalk]                                         | Θosalk        | Sphandor                    | Farsan              | Xocha            | Manuchos          | Thesogar ou Tensogar       | Tétis             | Thesogar    | Tautus       |
| Gêmeos            | 8      | 35                                                                                  | Remen-Kher-Saḥ [O'ouare]                                      | Uaret         | Belbel                      | Vaspan              | Ouari            | Samurois          | Ver ou Asuae               | Cibeles           | Verasua     | Cíclope      |
| Gêmeos            | 9      | 36                                                                                  | A-Saḥ [T'pēsōthis]                                            | Phu-hor       | Kourtael ou Kurtaêl         | Parquia             | Pepisoth         | Azuel             | Tepis ou Atosoae           | Praxidique        | Tepisatosoa | Titán        |
| Câncer            | 10     | 1 (= 0' Câncer)                                                                     | Sepdet [Sōthis]                                               | Sopdet        | Metathiax                   | Panem               | Sotheir          | Seneptois         | Sirio ou Socius            | Nice              | Sothis      | Apolo        |
| Câncer            | 11     | 2                                                                                   | Depā-Kenmut [Sit]                                             | Seta          | Katanikotael                | Catarno             | Ouphisit         | Somachalmais      | Sith                       | Heracles          | Syth        | Hécate       |
| Câncer            | 12     | 3                                                                                   | Kenmut [Khno'oumis]                                           | Knum          | Saphthorael ou Saphathoraél | Hellors             | Chnouphos        | Charmine          | Thiumis ou Thumus          | Hécate            | Thuimis     | Mercophta    |
| Leão              | 13     | 4                                                                                   | Kher-Khept-Kenmut [Kharkhno'oumis]                            | Χar-Knum      | Phobothel ou Bobêl          | Jarea               | Chnoumos         | Zaloias           | Craumonis ou Afruicois     | Hefesto           | Aphruimis   | Tifão        |
| Leão              | 14     | 5                                                                                   | Ḥā-Djat [Ētēt]                                                | Ha-tet        | Leroel ou Kumeatêl          | Effraa              | Ipi              | Zachor            | Sic                        | Isis              | Sithacer    | Peroeus      |
| Leão              | 15     | 6                                                                                   | Peḥui-Djat [Pho'outēt]                                        | Phu-Tet       | Soubetti                    | Hayas               | Phatiti          | Frich             | Futile ou Eisie            | Serapis           | Phuonisie   | Nepente      |
| Virgem            | 16     | 7                                                                                   | Tjemat-Ḥert [Tōm]                                             | Tom           | Katrax ou Atrax             | Angaf               | Athoum           | Zamendres         | Thumis ou Thinnis          | Têmis             | Thumi       | Isis         |
| Virgem            | 17     | 8                                                                                   | Tjemat-Khert (O'oueste-Bikōti)                                | Uste-bikot    | Jeropa ou Ieropaêl          | Bethapen            | Brysous          | Magois            | Tophicus ou Tropicus       | Moiras            | Thopitus    | Pi-Osíris    |
| Virgem            | 18     | 9                                                                                   | Ustji [Aphoso]                                                | Aposot        | Modobel ou Buldumêch        | Baroche             | Amphatham        | Michulais         | Afut ou Asuth              | Hestia            | Aphut       | Crono        |
| Libra             | 19     | 10                                                                                  | Bekatji [So'oukhōs]                                           | Sob‿χos       | Madero ou Naôth             | Zercuris            | Sphoukou         | Psineus           | Seuichut ou Senichut       | Erinias           | Serucuth    | Zeuda        |
| Libra             | 20     | 11                                                                                  | Depā-Khentet [T'pēkhonti]                                     | Tpa-χont      | Nathotho ou Marderô         | Baham               | Nephthimes       | Chusthisis        | Sepisent ou Atebenus       | Kairós            | Aterechinis | Omphta       |
| Libra             | 21     | 12                                                                                  |                                                               | Xont-har      | Alath                       | Pieret              | Phou             | Psamiatois        | Senta ou Atepiten          | Loimos            | Arpien      | Ophionius    |
| Escorpião         | 22     | 13                                                                                  | Sapt-Khennu [S'ptkhne]                                        | Spt-χne       | Audameoth                   | Haziza              | Name             | Necbeuos          | Sentacer ou Asente         | Ninfas            | Sentacer    | Arimanius    |
| Escorpião         | 23     | 14                                                                                  |                                                               | Sesme         | Nefthada                    | Nacy                | Oustichos        | Turmantis         | Tepsisen ou Asentatir      | Leto              | Tepiseuth   | Merota       |
| Escorpião         | 24     | 15                                                                                  |                                                               | Si-sesme      | Akton                       | Alleinac            | Aphebis          | Psermes           | Sentineu ou Aterceni(-cem) | Kairos (repetido) | Senicer     | Panotragus   |
| Sagitário         | 25     | 16                                                                                  | Ḥer-Ab-Uia ['Erēo'ouō]                                        | Hre-ua        | Anatreth                    | Ortusa              | Sebos            | Clinothois        | Eregbuo ou Ergbuo          | Loimos (repetido) | Eregbuo     | Tolmophta    |
| Sagitário         | 26     | 17                                                                                  |                                                               | Sesme         | Enautha ou Enenuth          | Daha                | Teuchmos         | Thursois          | Sagon                      | Kore              | Sagen       | Tomras       |
| Sagitário         | 27     | 18                                                                                  | Kenmu [Konime]                                                | Konime        | Axesbyth ou Phêth           | Satan               | Chthisar         | Renethis          | Chenene ou Chenem          | Ananque           | Chenen      | Teraph       |
| Capricórnio       | 28     | 19                                                                                  | Semdet [Smat]                                                 | Smat          | Hapax ou Harpax             | Eracto              | Tair             | Renpsois          | Themeso                    | Asclepio          | Themeso     | Soda         |
| Capricórnio       | 29     | 20                                                                                  | Sert [Srō]                                                    | Srat          | Anoster                     | Salac               | Epitek           | Manethois         | Epiemu ou Epimen           | Hígia             | Epima       | Riruphta     |
| Capricórnio       | 30     | 21                                                                                  | Sasa-Sert [Sisrō]                                             | Si-srat       | Physikoreth ou Alleborith   | Seros               | Epichnaus        | Marcois           | Omot                       | Tolma             | Homoth      | Monuphta     |
| Aquário           | 31     | 22                                                                                  | Khukhu [T'pēkhou]                                             | Tpa-χu        | Aleureth ou Hephesimireth   | Tonghel             | Isi              | Ularis            | Oro ou Asoer               | Dike              | Oroasoer    | Brondeus     |
| Aquário           | 32     | 23                                                                                  | Baba [Khou(?)]                                                | Xu            | Ichthion                    | Anafa               | Sosomo           | Luxois            | Cratero ou Astiro          | Fobos             | Astiro      | Vucula       |
| Aquário           | 33     | 24                                                                                  |                                                               | Tpa-Biu       | Achoneoth ou Agchoniôn      | Simos               | Chonoumous       | Crauxes           | Tepis ou Amasiero          | Osíris            | Tepisatras  | Proteu       |
| Peixes            | 34     | 25                                                                                  |                                                               | Biu           | Autoth ou Autothith         | Achaf               | Tetimo           | Fambais           | Acha ou Atapiac            | Oceano            | Archatapias | Remphan      |
| Peixes            | 35     | 26                                                                                  |                                                               | Xont-Har      | Phtheneoth ou Phthenoth     | Larvata             | Sopphi           | Flugmois          | Tepibui ou Tepabiu         | Dolo              | Thopibui    | Sourut       |
| Peixes            | 36     | 27                                                                                  |                                                               | Tpi-biu       | Bianakith                   | Ajaras              | Syro             | Piatris           | Uiu ou Aatexbui            | Élpis             | Atembui     | Phallophorus |

## O Zodíaco no Leste da Ásia
O zodíaco chinês representa os decanos sob a forma dos trinta e seis animais do calendário Sanjūroku Kingyōzō, 三 禽 形像, também conhecido como Chikusan Reiki, 畜産 暦. Esse conjunto de animais surgiu na China, onde foram divididos em quatro grupos com nove deidades animais em cada (4 x 9 = 36). Os quatro grupos simbolizam os quatro pontos cardeais (norte, sul, leste e oeste). Os animais também são agrupados em tríades: três animais são associados a um signo do zodíaco (3 x 12 = 36). No Japão, esse conjunto de figuras surgiu no Nichū Reki (二 中 暦), um calendário japonês da segunda metade do século XIV. Curiosamente, oito deles são muito parecidos com raposas, quase idênticos fisicamente. Esses oito incluem o tanuki, o mujina, a raposa, o lobo, o chacal, o gato-selvagem e o cão-selvagem macho e fêmea. O mujina, a raposa e o coelho são regidos sob o signo do coelho. O tanuki, o leopardo e o tigre são regidos pelo signo do tigre. Durante décadas, os estudiosos ocidentais confundiram o tanuki e o mujina com o cão-guaxinim e o texugo. Mas eles pertencem claramente ao gênero vulpes, conforme mostram obras mais abaixo. Portanto, é surpreendente que tenham sido confundidos com texugos e cães-guaxinim.
| Zodíaco  | Primeiro animal        | Segundo animal          | Terceiro animal                                        |
| -------- | ---------------------- | ----------------------- | ------------------------------------------------------ |
| Rato     | Gato (貓)              | Rato (鼠)               | Morcego (伏翼)                                         |
| Boi      | Touro (牛)             | Caranguejo (蟹)         | Tartaruga(鱉)                                          |
| Tigre    | Mujina (狸)            | Leopardo (豹)           | Tigre (虎)                                             |
| Coelho   | Raposa-vermelha (狐)   | Coelho (兔)             | Tanuki (貉)                                            |
| Dragão   | Dragão (龍)            | Tubarão (鮫)            | Peixe (魚)                                             |
| Serpente | Cigarra (蟬)           | Carpa-comum (鯉)        | Serpente (蛇)                                          |
| Cavalo   | Cervo (鹿)             | Cavalo (馬)             | Corça (麞)                                             |
| Cabra    | Carneiro (羊)          | Ganso (雁)              | Falcão (鷹)                                            |
| Macaco   | Gibão (狖)             | Orangotango (猿)        | Macaco (猴)                                            |
| Galo     | Corvo (烏)             | Galo (雞)               | Faisão (雉)                                            |
| Cão      | Cão (狗, veja Inugami) | Lobo (狼)               | China Cão-selvagem-asiático, Japão Lobo-de-honshu (豺) |
| Porco    | Porco (豕)             | Porco doméstico (豕 俞) | Javali (豬)                                            |

## Tabela dos decanatos (ou faces)
Existiram duas versões principais da regência outorgada aos decanatos na antiguidade: a regência caldeia e a regência tríplice.
| Signo       | Primeiro Decanato (0 - 9.999 graus) | Segundo Decanato (10 - 19.999 graus) | Terceiro Decanato (20 - 29.999 graus) |
| ----------- | ----------------------------------- | ------------------------------------ | ------------------------------------- |
| Áries       | Marte                               | Sol                                  | Vênus                                 |
| Touro       | Mercúrio                            | Lua                                  | Saturno                               |
| Gêmeos      | Júpiter                             | Marte                                | Sol                                   |
| Câncer      | Vênus                               | Mercúrio                             | Lua                                   |
| Leão        | Saturno                             | Júpiter                              | Marte                                 |
| Virgem      | Sol                                 | Vênus                                | Mercúrio                              |
| Libra       | Luna                                | Saturno                              | Júpiter                               |
| Escorpião   | Marte                               | Sol                                  | Vênus                                 |
| Sagitário   | Mercurio                            | Luna                                 | Saturno                               |
| Capricórnio | Júpiter                             | Marte                                | Sol                                   |
| Aquário     | Vênus                               | Mercúrio                             | Lua                                   |
| Peixes      | Saturno                             | Júpiter                              | Marte                                 |

* Usados como regências na Astrologia.
Observe-se que as regências seguem um padrão repetitivo que constitui a ordem caldeia: "Saturno, Júpiter, Marte, Sol, Vênus, Mercúrio, Lua". Essa ordem dos planetas, na qual o sol encontra-se no meio, estando os planetas que ficam entre o sol e a terra de um lado e os planetas exteriores de outro, reflete a percepção do movimento dos planetas a partir da Terra.
| Signo       | Regência do Primeiro Decanato (0 - 9.999 grados) | Regência do Segundo Decanato (10 - 19.999 deg.) | Regência do Terceiro Decanato (20 - 29.999 deg.) |
| ----------- | ------------------------------------------------ | ----------------------------------------------- | ------------------------------------------------ |
| Áries       | Marte                                            | Sol                                             | Júpiter                                          |
| Touro       | Vênus                                            | Mercúrio                                        | Saturno                                          |
| Gêmeos      | Mercúrio                                         | Vênus                                           | Saturno                                          |
| Câncer      | Lua                                              | Marte                                           | Júpiter                                          |
| Leão        | Sol                                              | Júpiter                                         | Marte                                            |
| Virgem      | Mercúrio                                         | Saturno                                         | Vênus                                            |
| Libra       | Vênus                                            | Saturno                                         | Mercúrio                                         |
| Escorpião   | Marte                                            | Júpiter                                         | Lua                                              |
| Sagitário   | Júpiter                                          | Marte                                           | Sol                                              |
| Capricórnio | Saturno                                          | Vênus                                           | Mercúrio                                         |
| Aquário     | Saturno                                          | Mercúrio                                        | Vênus                                            |
| Peixes      | Júpiter                                          | Lua                                             | Marte                                            |

*Entre os aspectos essenciais, os decanatos são os menos importantes, já que representam cerca de apenas 15% da força total de um planeta na astrologia medieval.

## Índia Antiga
Na Índia, a divisão do zodíaco em 36 partes de dez graus se chama drekkana (drekka), dreskana (dreṣkana) ou drikana (drákana).
A iconografia e o uso de drekkana remete a Sphujidhvaja, no Yavanajataka (269-270), e é descrito detalhadamente por Varaja Mijira. Os estudiosos modernos creem que os decanos chegaram à Índia pelo contato com os gregos, que tinham aprendido sobre eles com os egípcios.
Há muitos tipos de drekkana em uso na astrologia védica. O parivritti drekkana segue a ordem dos signos; o primeiro decano é Áries, o segundo é Touro, o terceiro é Gêmeos, o quarto é Câncer e assim por diante. Posteriormente surgiu o cálculo das tríades, que utiliza os trios de elementais para cada signo; por exemplo, em Áries estão Áries, Leão e Sagitário, enquanto em Touro estão Touro, Virgem e Capricórnio. Ao todo existem quatro formas de cálculos drekkana. Com fins adivinhatórios, os astrólogos hindus criaram um novo quadro para os signos, calculado com base na localização dos decanos.